# Animal Crepuscular

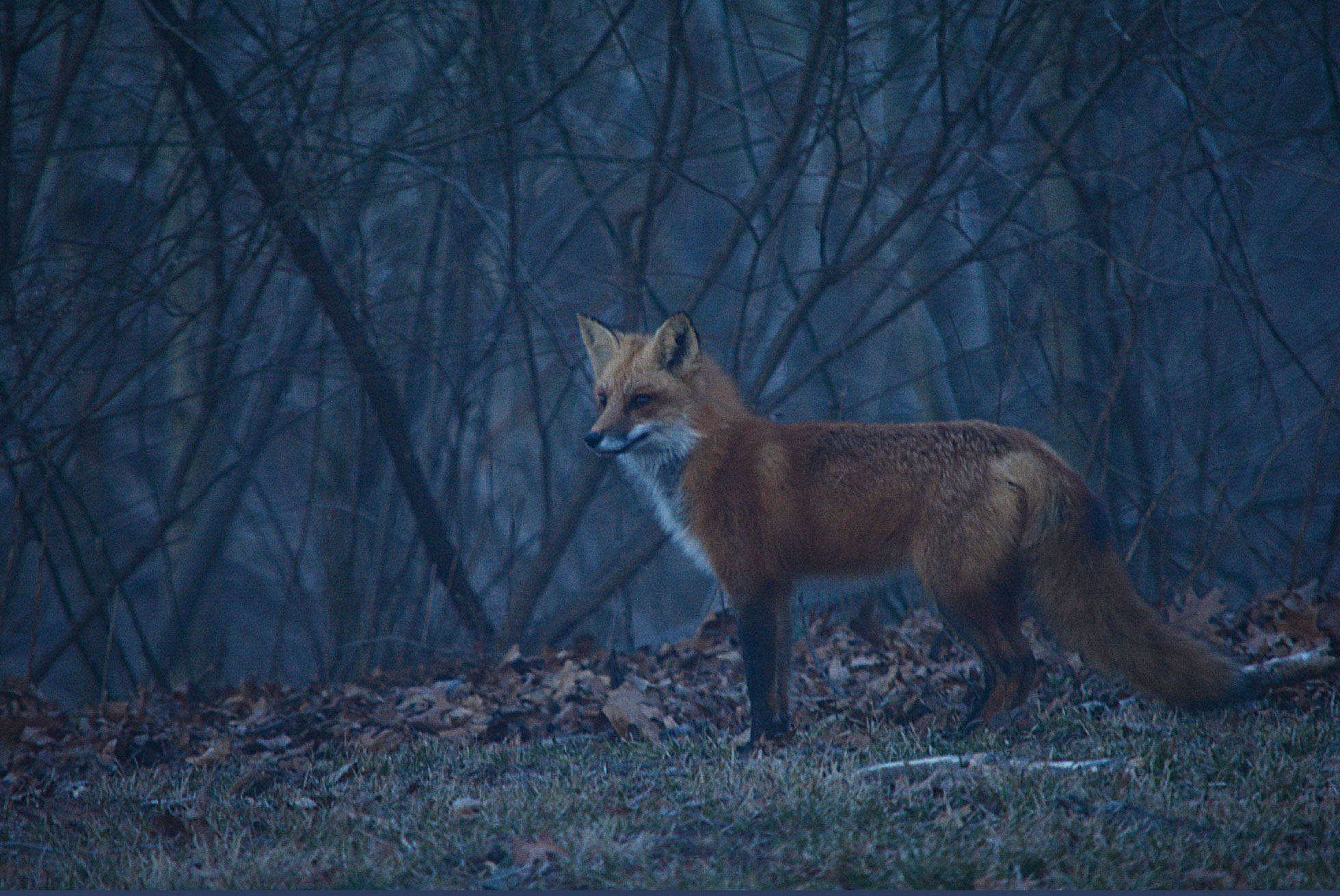
Un zorro rojo al anochecer

En zoología, un animal crepuscular es aquel que está activo principalmente durante el período crepuscular,   Este comportamiento les permite aprovechar condiciones ambientales favorables y evitar a los depredadores, tanto diurnos como nocturnos.

## Etimología
La palabra crepuscular deriva del latín crepusculum ("crepúsculo").  Su sentido difiere, por tanto, del comportamiento diurno y nocturno, que alcanzan su máximo esplendor durante las horas del día y de la noche, respectivamente. La distinción no es absoluta, porque los animales crepusculares también pueden estar activos en una noche brillante de luna o en un día oscuro. Algunos animales que se describen casualmente como nocturnos son en realidad crepusculares. 
Las clases especiales de comportamiento crepuscular incluyen los animales matutinos, o "matinales", activos sólo al amanecer, y los vespertinos, activos sólo al anochecer. Se dice que aquellos que están activos durante ambos períodos tienen un patrón de actividad bimodal.

## Características principales
- Horas de actividad: Su pico de actividad se da al amanecer (aurora) y al atardecer (ocaso). Esto les permite aprovechar la luz tenue, que no es ni demasiado fuerte como la luz del día ni demasiado débil como la de la noche.
- Evitación de depredadores: Al ser activos en horas intermedias, logran evitar a los depredadores más especializados, que suelen cazar principalmente de día o de noche.
- Condiciones ambientales: En muchos casos, la temperatura es más moderada durante estas horas, lo cual es una ventaja en ambientes extremos como los desiertos.
- Visión adaptada: La mayoría de los animales crepusculares tienen una visión adaptada a la luz tenue. Esto les permite ver adecuadamente durante los periodos de poca luz.

## Migración y hábitats
Los patrones de actividad de los animales a veces cambian durante la migración debido a cambios en las condiciones ambientales. Ejemplo: Los ciervos mulos son crepusculares, pero sólo están activos al atardecer, antes y durante la migración. En primavera sólo están activos al amanecer porque la nieve está más dura, por lo que es más fácil para los ciervos moverse sin hundirse en la nieve. También, algunos tipos de golondrinas están activas principalmente durante las horas del día con cierta actividad durante las horas del crepúsculo. 

### Ejemplos de hábitats
- Desiertos: Donde las temperaturas diurnas son muy altas y las nocturnas muy frías, muchos animales se adaptan a ser crepusculares para evitar el calor extremo.
- Bosques: Los depredadores y presas en estos entornos tienden a ser activos en momentos donde la visibilidad está comprometida, favoreciendo a los animales crepusculares.

Este comportamiento puede ser una estrategia evolutiva que permite maximizar la eficiencia energética y la supervivencia en distintos entornos.

## Ventajas del comportamiento crepuscular

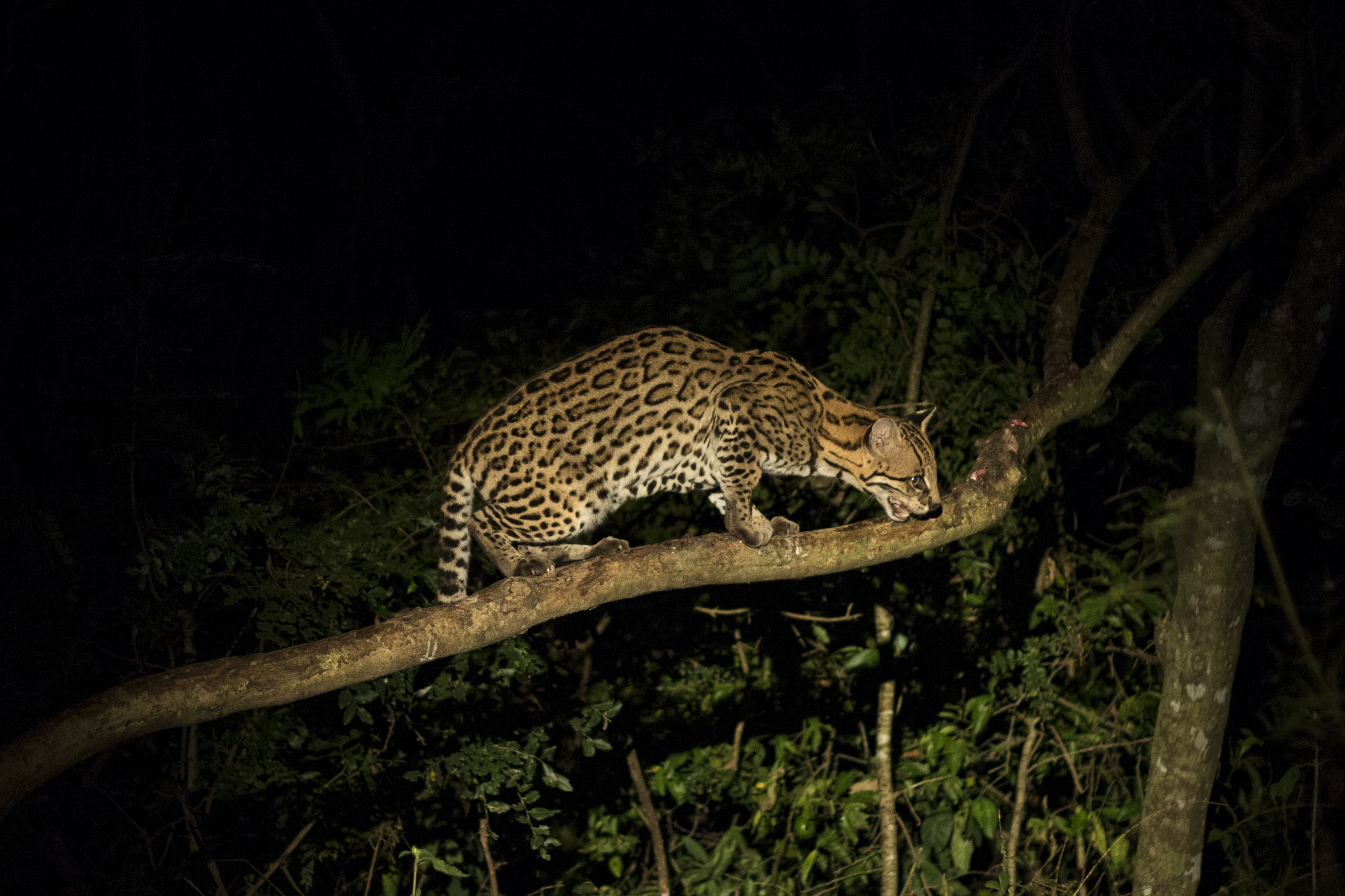
Los ocelotes son activos durante la noche, especialmente durante el amanecer y el anochecer.

- Térmica: Durante el amanecer y el atardecer, la temperatura es más fresca, lo cual es importante en regiones cálidas.
- Predación: Al estar activos en momentos de transición de luz, tienen una ventaja tanto para evitar a depredadores como para  sorprender a sus presas.
- Menor competencia: Al no ser ni completamente diurnos ni nocturnos, encuentran nichos de tiempo menos saturados por otras especies.

## Especies de animales crepusculares
Muchas especies de mamíferos familiares son crepusculares, incluyendo el delfín del río Amazonas en peligro de extinción, algunas especies de murciélagos,  hámsteres, gatos domésticos, perros callejeros,  conejos,  hurones,  ratas,  jaguares, ocelotes, linces, servales, estrepsirrinos, pandas rojos, osos,  ciervos,   alces, sitatunga, capibaras, chinchillas, el ratón común, zorrillos, ardillas, zorros, wombats, ualabíes, quolls, zarigüeyas  y planeadores marsupiales, tenrecs y hienas manchadas
Las serpientes, lagartijas y ranas,  especialmente aquellas en ambientes desérticos, pueden ser crepusculares. 
Las aves crepusculares incluyen el chotacabras común, la lechuza común, el chotacabras común, el vencejo común, la becada americana, la polluela moteada, la gallineta pechiblanca,  los chotacabras europeos,  y los busardos ratoneros . 
Muchas polillas, escarabajos, moscas y otros insectos son crepusculares y vespertinos.